# 오리카사 아이
오리카사 아이(1963년 12월 12일 ~)는 일본의 여성 성우이다. 본명은 오리카사 키쿠에이다.

## 주요 출연작

### 애니메이션
- 개구리 중사 케로로 - 오퍼레이션 ◯乙, 노비비
- 공각기동대 S.A.C - 사노
- 고양이 당인전 테얀데에 - 프루룬, 언제나의 모자(아들)
- 꽃의 시녀 고딕메이드 - 아뎀
- 과학닌자대 갓챠맨('94 OVA) - 베르크 캇체(여성, 2화)
- 그라비테이션 - 세구치 토우마
- 극장판 짱구는 못말려 7기 폭발! 온천 부글부글 대작전 - 프로이란 카오루
- 기동전사 건담 시리즈
  - 기동전사 건담 0080: 주머니 속의 전쟁 - 미치코 이즈루하(알프레드 이즈루하의 엄마)
  - 기동전사 건담 SEED ASTRAY - 프로페서
  - 기동전사 건담 F91 - 도로시 무어
  - 기동전사 V건담 - 파라 그리폰
  - 신기동전기 건담 W - 카트르 라버바 위너
- 닌자 거북이1987년 토와 비디오판
- 다카하시 루미코 극장 中 전무의 개 편 - 마츠코
- 대운동회 - 카라시마 유미카, 조안 우
- 도라에몽 - 이슬이 엄마(2005년부터)
- 로미오의 푸른 하늘 - 로미오
- 마동왕 그랑조트 - 카피(카파족 소년), 무사 (36화 날다람쥐족)
- 마리아 홀릭 - 시도우 마리야 이레느
- 명탐정 코난 - 아소 세이지, 메구레 미도리(메구레 쥬조의 아내), 츠부라야 미츠히코(원래 담당 성우인 오오타니 이쿠에의 휴가중 대타, 2006년 경에 방송된 TVA 425~436화 및 아래의 극장판 탐정들의 진혼가 한정이다.)
- 명탐정 코난 극장판 베이커가의 망령 - 사와다 히로키(전우주) / 노아의 방주 , 탐정들의 진혼가 - 츠부라야 미츠히코
- 무적용사 사자왕(야마토 타케루) - 쿠시나다(바이올렛)
- 바벨 2세 - 오센지 유카(유미라)
- 배트맨 - 딕 그레이슨(소년 시절)
- 사쿠라 대전 TV - 후지에다 아야메
- 소공자 - 세드릭 에롤(데뷔작)
- 성검의 블랙스미스 - 루시 캠벨
- 성 루미너스 여학원 - 타데쿠 우미
- 소녀혁명 우테나 - 오오토리 카나에
- 소년탐정 김전일 - 카야마 세이코, 와카바야시 유코, 카제쿠라 유리에
- 소울 이터 NOT! - 미저리
- 시귀 - 키리시키 치즈루
- 연희무쌍(애니메이션) - 하진
- 오늘부터 우리는!! OVA - 하야카와 쿄코
- 요코야마 미츠테루 삼국지 - 헌제(소년), 초선
- 우주에서 온 모자코 - 아마노 소라오(하늘)
- 원기폭발 간바루가 - 키리가쿠레 코타로, 류자키 리키야의 어머니
- 원피스 - 모모노스케
- 유성의 록맨 트라이브 - 닥터 오리히메
- 유유백서 - 코토, 쿠와바라 시즈루
- 은하 아가씨 전설 유나 - 프로이라인D
- 이누야샤 - 쟈코츠
- 이야기 시리즈 - 아라라기 어머니
- 전희절창 심포기어 - 오코노미야키 가게 아주머니
- 짱구는 못말려 - 마츠다 아케미
- 정글북: 소년 모글리 - 라라
- 천사금렵구 OVA - 알렉시엘
- 천지무용 시리즈 - 료우코
- 청공소녀대 - 미타카 아리사
- 최종병기 그녀 OVA - 미즈키
- 축구왕 슛돌이 - 마리오 / 소피아
- 츠구모모 - 호노카
- 클레이모어 - 갈라테아
- 탑블레이드 시리즈 - 미즈하라 맥스
- 프리큐어 시리즈
  - 하트캐치 프리큐어! - 하야시 유우키
  - 스위트 프리큐어♪ - 마모루
- 패왕대계 류나이트 - 하구하구
- 포톤 - 아운의 언니
- 폭렬시공 메이즈 - 소류드
- 프리파라 - 미레이 엄마
- 플라네테스 - 피 카마이켈
- 피그마리오 - 쿠르트
- 혈계전선 - K.K
- 헤타리아 - 시랜드
- 호리씨와 미야무라군 OVA - 테라지마 레이코
- 환상마전 최유기 - 린체이(조연, 37화)
- 후르츠 바스켓 - 소마 렌
- A채널 - 토오루의 엄마
- DOG DAYS - 엄마 토지신
- WORKING!! - 타카나시 시즈카

### 특촬물
- 수전전대 쿄류저 - 즐거움의 밀정 라큐로(40화에서는 성우 본인이 직접 출연, 캔드릴라의 인간체의 엄마 연기를 했다. 두 성우 나이차로 보면 모녀 지간이라고 해도 무리는 아니다. 쿄류쟈에서 음성만 나오는 성우가 직접 출연한 건만 해도 벌써 4번째.)
- 파워레인저 로스트 갤럭시 - 커론 (핑크 갤럭시 레인저)
- GARO - 시르바(가로 외전 미소에서 성우 본인이 직접 출연, 자르바 역의 카게야마 히로노부와 함께 체스를 둔다.)

### 게임
- 11eyes -Resona Forma- - 여교황 요한나(시노자키 후타바 명의)
- 그대와 함께라면 - 나미키 치카, 미나미 케이코
- 그랑블루 판타지 - 레이디 그레이
- 귀곡가 리메이크 - 주 샤오옌
- 기가 윙 - 루비
- 기신포후 데몬베인 - 나이아, 조지
- 남코 크로스 캡콤 - 사야
- 도키메키 메모리얼 Girls Side 1st - 츠쿠시
- 록맨 8 : 메탈 히어로즈, 슈퍼 어드벤처 록맨 - 록맨
- 마도교각 ~어둠의 달여신은 도국에서 노래한다~ - 알
- 마장기신 THE LORD OF ELEMENTAL - 시로
- 메모리즈 오프 6 T-wave NR - 카가미가와 에리스
- 무사시전 2 블레이드 마스터 - 클로셰
- 무한의 프론티어 ~ 슈퍼로봇대전 OG사가 ~ - 사야
- 발키리 프로파일 - 에이미
- 사쿠라 대전 시리즈 - 후지에다 아야메, 후지에다 카에데
- 사립 저스티스 학원 - 자키(히메자키 아오이)
- 슈퍼로봇대전 α - 레비 토라
- 슈퍼로봇대전 α 외전 - 레비 토라
- 슈퍼로봇대전 OGs - 레비 토라, 마이 코바야시
- 신과 연심 - 마자
- 알바레아의 소녀 - 마리아 요제파 판 낫소
- 앨리스클로젯 - 메를 부인
- 이 푸른 하늘에 약속을 - 아사쿠라 나오코
- 전뇌전기 버추얼 온 마즈 - 실비 팽, 레돈 하사
- 제3차 슈퍼로봇대전 α - 마이 코바야시
- 진심으로 날 사랑해라!S - 쿠키 츠보네
- 천외마경 진전 - 야쿠모
- 쿠라노군네의 쌍둥이 사정 - 쿠라노 사에
- 타락천사 - 유이렌
- 테일즈 오브 심포니아 - 지니어스 세이지
- 파이널 판타지 14 - 아씨엔 이게요름
- 파이어 엠블렘 히어로즈 - 아이라(파이어 엠블렘)
- 프로젝트 크로스 존 2 - 사야, 타로스케, 후지에다 아야메
- 환상수호전 티어크라이스 - 샴스
- CV ~캐스팅 보이스~ - 토야마 메구미
- HELIOS RISING HEROES - 릴리 맥퀸, 잭02
- SD건담 G제네레이션 시리즈 - 라비니아 쿼츠
- Starry☆Sky in Autumn - 호시즈키 코하루

### 외화
- 맥컬리 컬킨 전담
  - 나홀로 집에 시리즈 (소프트판/TV아사히판) - 케빈 맥칼리스터
  - 좋은 아들 - 헨리 에반스
- 빅 - 김영옥(최란)
- 웰컴 투 사라예보 - 애니

### 드라마CD
- 영웅전설Ⅳ 주홍물방울 드라마CD - 뮤즈